# Kiselskiffer
Kiselskiffer är en mycket finkristallin kvarts- eller kvartsitvariant, som är förorenad med lera, kol och järnoxid,  så att den till övervägande del har svart färg. Den är mycket hård och nästan osmältbar, utpräglat lagrad och med splittrat till ojämnt brott. Ibland kan den vara olikfärgad eller ha fläckar med avgränsad omkrets så att den får ett brecciaartat utseende.
Den har i flera fall visat sig vara omvandlat radiolarie- eller diatomacéslam.

## Förekomst och användning
Kiselskiffer förekommer allmänt i äldre formationer och kan användas som byggnadssten, brynsten och, i renare tillstånd, som probersten (lydit, lydisk sten) för provning av guld- och silverlegeringar med avseende på deras halt av ädel metall.
Några förekomster i Sverige är ej kända, men förekomster som mindre lager tillsammans med siluriska och devoniska ler- och alunskiffrar finns vid Harz, i Fichtel-gebirge och Böhmen samt inom Belgiens och West-falens kolkalk.